# VidZone
VidZone est un service de vidéo et de musique à la demande qui permet de visionner librement des milliers de clips en lecture en continu depuis les consoles PS3, PS4, ainsi que PSP et PS Vita avec la fonction de lecture à distance. Il fait partie du PlayStation Network et est développé par Sony Interactive Entertainment Europe  et Vidzone Digital Network.
L'application est téléchargeable sur le PlayStation Store depuis le 11 juin 2009 en Allemagne, Australie, Espagne, France, Italie, Irlande et au Royaume-Uni. Entre novembre et décembre 2009, elle est rendue disponible dans 11 autres pays : Belgique, Pays-Bas, Suède, Danemark, Finlande, Norvège, Luxembourg, Autriche, Suisse, Portugal et Nouvelle-Zélande.
Elle est accessible directement depuis le XMB dans le menu « Musique » et dans le menu « Services TV/Vidéo » à partir de la version 4.00 de la PS3.
Il est possible de créer des listes de lecture, de lire les listes de lecture de musiciens renommés, ainsi que de visionner des clips en avant première (par exemple U2 et Placebo). Les clips sont visionnables en plein écran et il est possible de télécharger les musiques (en audio).
Le service se développe petit à petit et intègre régulièrement de nouveaux titres.
Sony publie des résultats du service le 23 décembre 2009 :
- 2 millions d'utilisateurs ;
- 200 millions de clips joués ;
- Le clip le plus regardé est Gangnam Style.

Le 9 novembre 2011, Sony Interactive Entertainment présente et met à disposition la version 2.0 de son service VidZone avec une nouvelle interface, plus intuitive, plus fluide et plus ergonomique.
Le 31 mars 2017, l'application VidZone ferme ses portes sur PS3/PS4 à la suite de la mise à jour 1.04 « End of life patch ». Depuis cette date, un message indique « VidZone n'est plus disponible. Rendez-vous sur PlayStation®Store pour télécharger d'autres applications de divertissement numériques géniales. » comme Vevo.